# Orohip
L'orohip (Orohippus) (Gr., 'cavall muntanyenc') és un avantpassat extint del cavall que visqué a l'Eocè (fa aproximadament 50 milions d'anys).
Es creu que evolucionà de paleotèrids com ara l'hiracoteri, car els primers indicis de l'orohip apareixen uns 2 milions d'anys després de l'aparició de l'hiracoteri. Les diferències anatòmiques entre els dos són lleugeres: feien la mateix mida, però l'orohip tenia un cos més esvelt, el cap més allargat, potes anteriors més primers i posteriors més llargues, totes elles característiques d'un bon saltador. Les premolars superiors de l'orohip són més molariformes (amb la superfície plana) que les de l'hiracoteri, fent que l'orohip tingués més dents per moldre l'aliment.
L'orohip també ha estat denominat protorohip.

## Galeria d'imatges

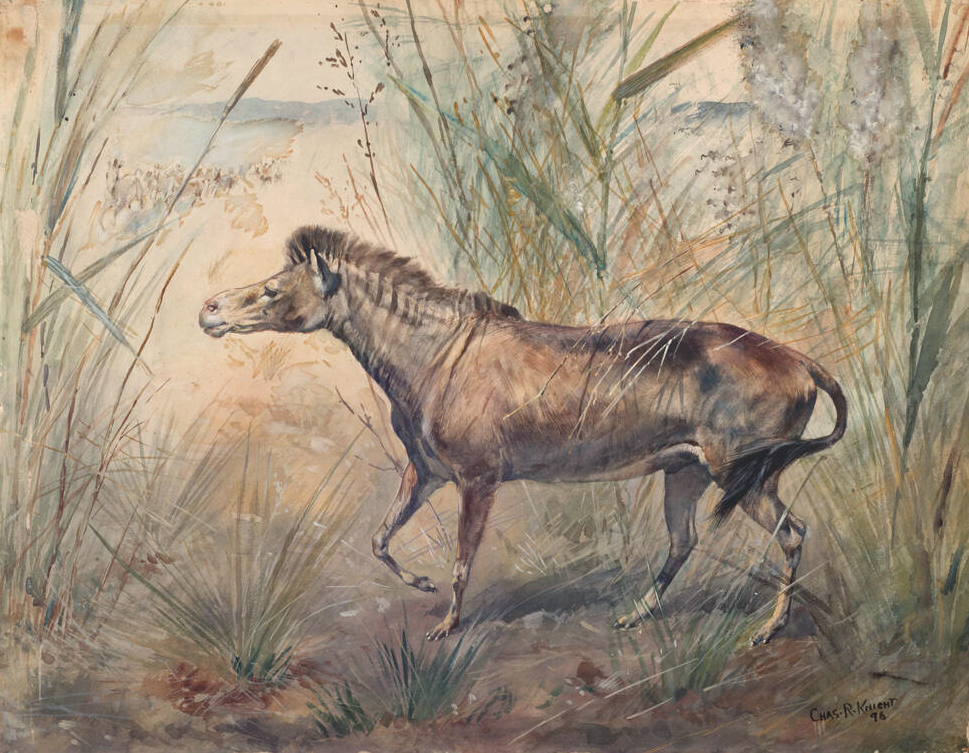
Il·lustració de Charles R. Knight
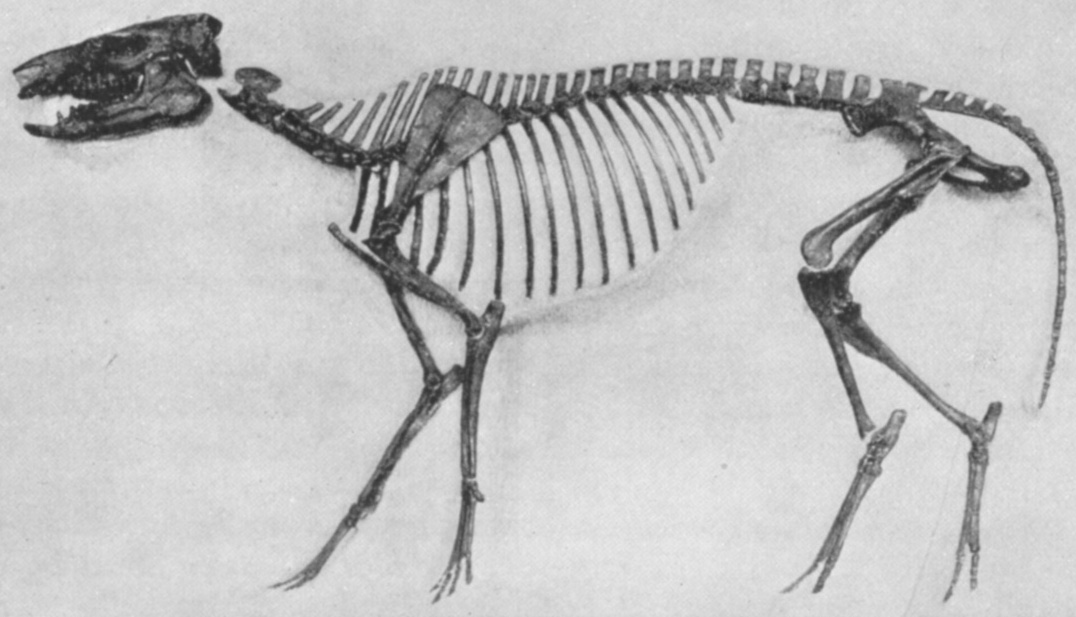
Esquelet d'orohip
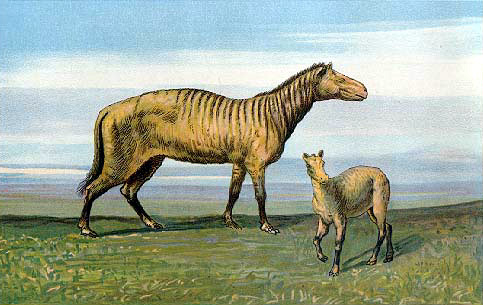
Il·lustració